# Villa medicea di Cafaggiolo
(Cosimo il Vecchio)

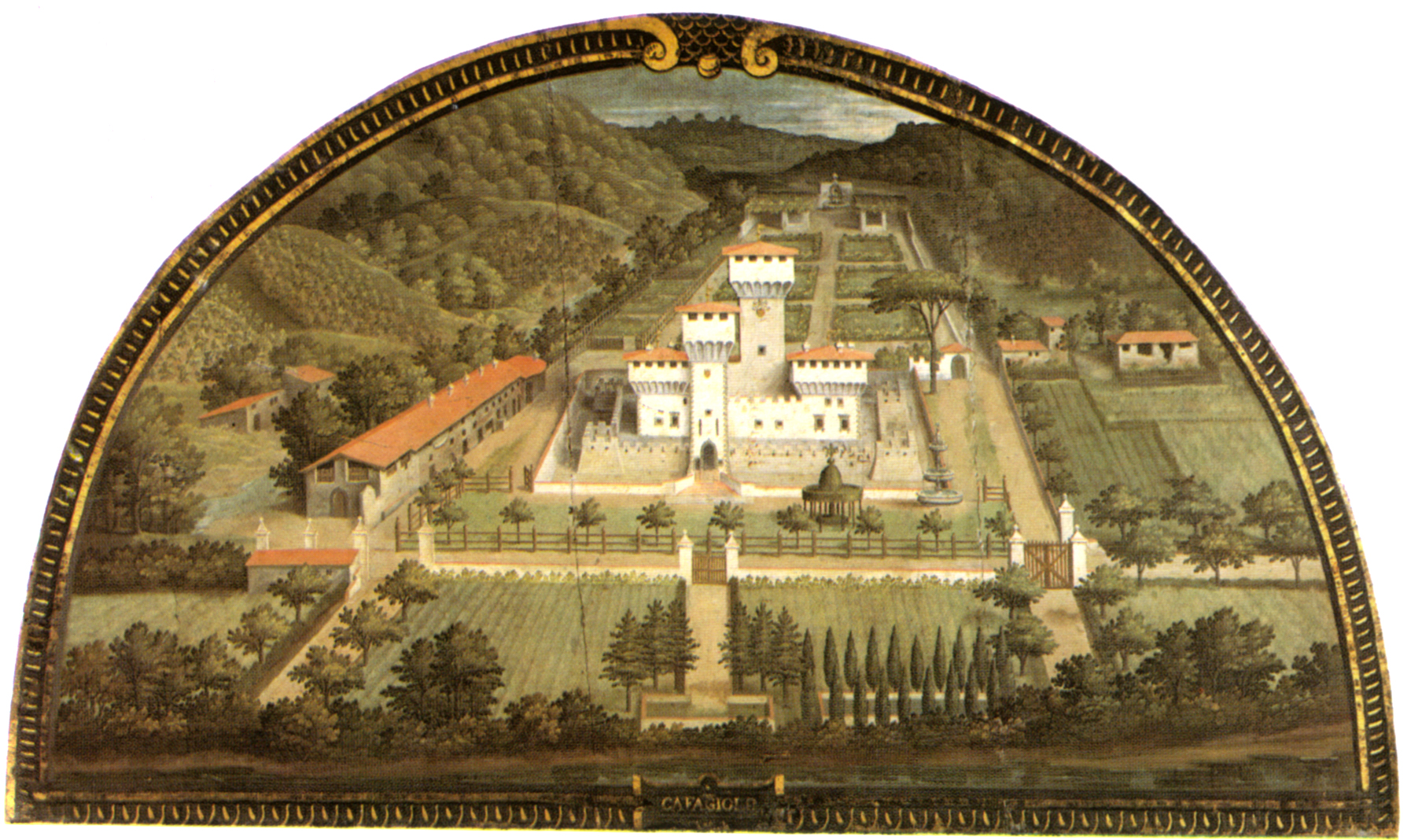
La Villa di Cafaggiolo, lunetta di Giusto Utens (1559-1602)

La Villa medicea di Cafaggiòlo, detta anche Castello di Cafaggiolo, si trova nel comune di Barberino di Mugello, a nord di Firenze ed è una delle ville medicee più legate alla storia dei Medici. In passato, veniva indicata anche come Cafagiolo, com'è indicato nella famosa lunetta di Utens della fine del XVI secolo. Dal 2013 la villa rientra nell'elenco del patrimonio dell'umanità dell'UNESCO.

## Storia e descrizione
Don Pietro de' Medici, il figlio minore del granduca Cosimo I, fu una delle personalità più fosche di tutta la storia del casato mediceo. Viaggiò in Spagna, dove prese l'epiteto di "Don" e nessun cronista ci risparmia la sua cattiva fama di persona violenta, viziosa, prepotente e scialacquatrice.
Nel 1576 si sposò con Dianora di Toledo, sua cugina da parte di sua madre Eleonora di Toledo. La loro storia amorosa non fu felice: due persone di indole completamente diversa, alla raffinata damigella Pietro avrebbe preferito la compagnia di donne di malaffare scelte come amanti.
Abbandonata al suo destino la sposa iniziò a frequentare per caso il gentiluomo Bernardo Antinori, appartenente a una nobile famiglia fiorentina. Traditi da alcune missive intercettate, furono scoperti da Pietro, che decise di liberarsi una volta per tutte di quella moglie che era ostacolo alla sua vita dissoluta e motivo di infamia. Scelse il modo più brutale: rimasto solo con lei nella villa di Cafaggiolo la soffocò con le sue stesse mani tramite un "asciugatoio", come riportano i documenti dell'epoca.
In seguito fece voto di non sposarsi più in espiazione dell'uxoricidio.
Appartenne alla famiglia sin dalla metà del XIV secolo e fu ristrutturata da Michelozzo su incarico di Cosimo il Vecchio in una data molto incerta tra il 1428 ed il 1451. Il Vasari la indica come il primo progetto di Michelozzo in una delle ville di famiglia, anche se alcuni studi recenti metterebbero la vicina Villa del Trebbio come quella di più antica ristrutturazione.
Non è agevole riconoscere le strutture anteriore all'intervento di Michelozzo tanto che si è ipotizzata una riedificazione praticamente dalle fondamenta.
Sembra evidente comunque che il rinnovamento assecondò la struttura di fortilizio medievale, con il mantenimento di due torrette e della struttura fortificata con il fossato e il ponte levatoio. Attorno al perimetro murario esterno un camminatoio sostenuto da beccatelli è tipico delle residenze medicee di quell'epoca, come il Trebbio e Careggi. Di impianto più rinascimentale è invece l'ordinazione originaria dei giardini, i poderi, le strade, le fontane e i boschi attorno alla villa. La struttura ebbe quindi in triplice ruolo tipico delle prime ville-fortezze: struttura militare difensiva, posta strategicamente sulla via tra Bologna e Firenze, centro economico importante al centro di trentuno fattorie e di un'imponente produzione agricola. e luogo ameno di riposo e svago rispetto alla routine cittadina.
Abitata in genere nel periodo estivo, fu molto amata da Lorenzo de' Medici, che vi risiedette nell'adolescenza e vi ospitò spesso la sua corte di filosofi umanisti: Pico della Mirandola, Marsilio Ficino e Agnolo Poliziano. Secondo la tradizione qui Lorenzo compose il poemetto intitolato Nencia da Barberino, dedicato a una bellezza del luogo.
Nel 1537 la villa divenne di proprietà del duca Cosimo I, che la ampliò e vi fece realizzare un grande "Barco" murato (cioè una riserva di caccia), dove animali rari potevano scorrazzare in libertà. Il ruolo della villa come casino di caccia fu ancora più sottolineato da figli di Cosimo, come Francesco I e Ferdinando I, che vi soggiornavano solitamente nei mesi autunnali.
Nel Cinquecento furono apportate alcune modifiche all'aspetto della villa tra cui l'aggiunta di un corpo edilizio con loggia sul retro della villa.
Durante il periodo dei Lorena la villa non fu alienata, a differenza di altri possedimenti, venendo ancora usata per la villeggiatura. Qui venne anche attrezzata la sosta per il nascente servizio postale.
L'appena costituito Regno d'Italia aveva fatto convogliare tutti i possedimenti delle famiglie regnanti degli antichi stati italiani alla Casa Savoia. Nel 1864 la villa fu venduta ai principi Borghese, che vi approntarono delle radicali modifiche: abbattuta la torretta posteriore, che si vede ancora nella lunetta dipinta da Giusto Utens nel 1599-1602, e interrato il fossato, si aprì nelle mura di cinta un grande arco per l'accesso monumentale.
Nonostante ciò l'interno conserva ancora alcuni elementi originari dell'epoca di Michelozzo: i motivi decorativi del portone, i capitelli e i peducci delle decorazioni in pietra serena, eccetera.
A sinistra dell'edificio esistono ancora le scuderie di epoca cinquecentesca, mentre al posto del giardino posteriore originario con aiuole geometriche e fontane oggi esiste un bosco di alberi secolari che circonda la tenuta.
Nel periodo che va dal 1886 al 1887, Leto Chini insieme al fratello Dario Chini, decorarono nelle sale del piano terreno stemmi araldici in stile quattrocentesco.
Attualmente all'interno della villa sono custoditi le copie, realizzate dal pittore Carmine Fontanarosa, di una serie di ritratti di personaggi famosi appartenenti alla casa Medici.
Nel 2008 Alfredo Lowenstein, magnate argentino (ma vive in Florida) ha comprato il Castello di Cafaggiolo e sta lentamente procedendo al restauro.

## La fabbrica di ceramiche
Fu per merito dei fratelli vasai Piero e Stefano di Filippo Schiavon provenienti da Montelupo e di Lorenzo di Pierfrancesco dei Medici, a cui il cugino Lorenzo il Magnifico aveva ceduto la villa, se negli ultimi anni del Quattrocento prese il via nella Villa Medicea di Cafaggiolo, in un'area prospiciente le attuali scuderie, una delle più celebri officine ceramiche del Rinascimento.
All'inizio la produzione di maioliche rifletté i coevi modelli di Montelupo, con le famiglie decorative tipiche della fine del Quattrocento, in cui predominerà quella "alla porcellana", a contornare i grandi stemmi delle maggiori casate fiorentine dipinti al centro di boccali, albarelli, piatti e vassoi.
Successivamente anche in Cafaggiolo, e grazie all'opera magistrale di Jacopo figlio di Stefano, si produssero "istorie" di grande qualità tecnica e decorativa, all'altezza di quelle realizzate dai celebri maestri urbinati del periodo.
Al filone istoriato Jacopo di Stefano seppe anche unire con rara perizia il ritratto, come si evince da quello di papa Leone X effigiato sul grande boccale riprodotto a fianco e probabilmente eseguito nel 1515 durante il soggiorno del pontefice nella villa, quando venne in Cafaggiolo per ritemprarsi, dopo i fasti della prima visita ufficiale a Firenze.
Le opere di questa celeberrima fabbrica sono spesso contrassegnate con le lettere S e P incrociate, per alcuni riferibili alle probabili iniziali dei fondatori, anche se per altri le due lettere sarebbero una contrazione del motto mediceo semper.
Nell'ultimo quarto del Cinquecento dopo aver vissuto una grande stagione ceramica, le maioliche di Cafaggiolo declinarono verso una produzione seriale per cessare agli inizi del Seicento, e con motivazioni tuttora avvolte nel mistero, ogni attività.

## Galleria d'immagini

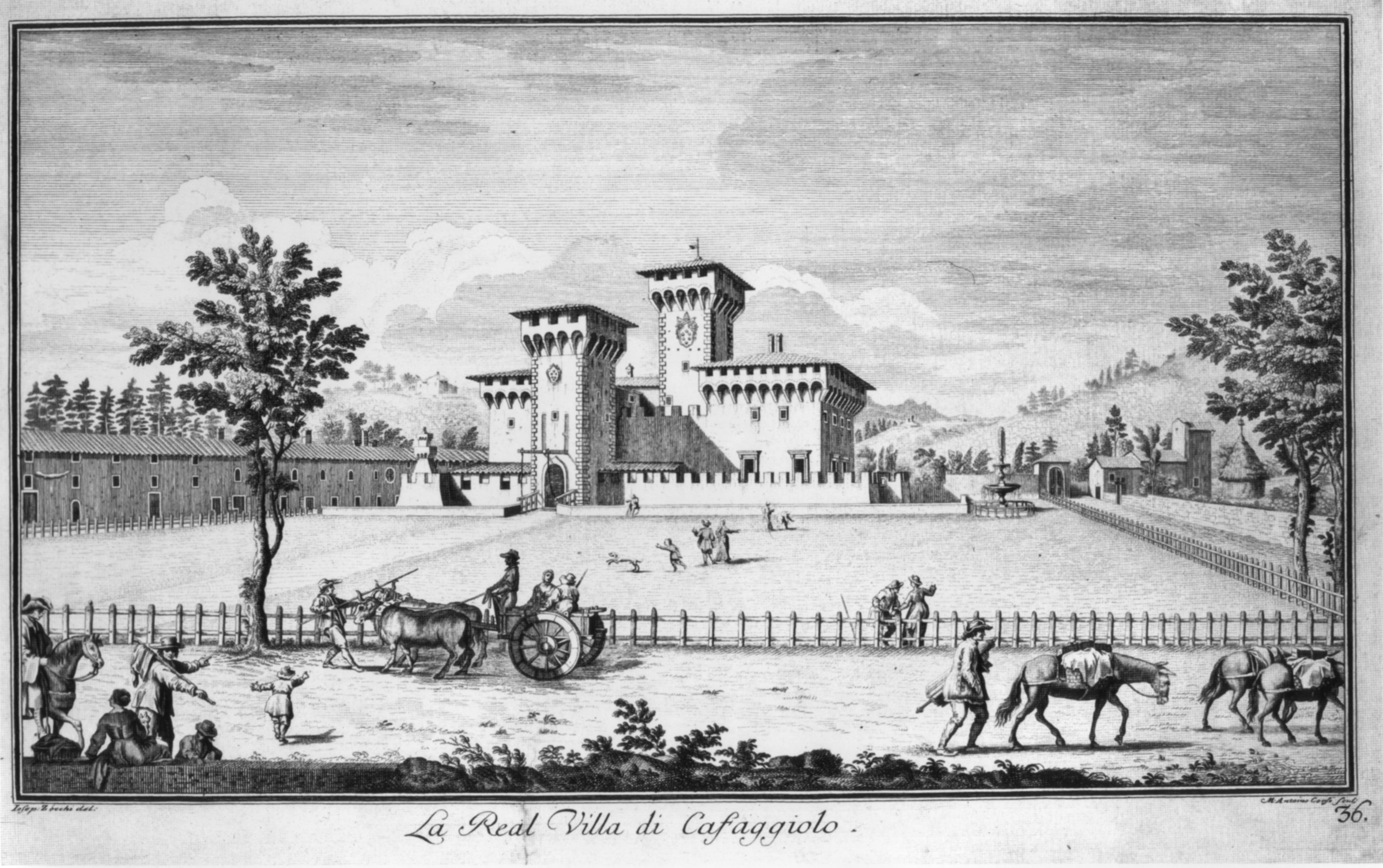
Antica incisione dello Zocchi
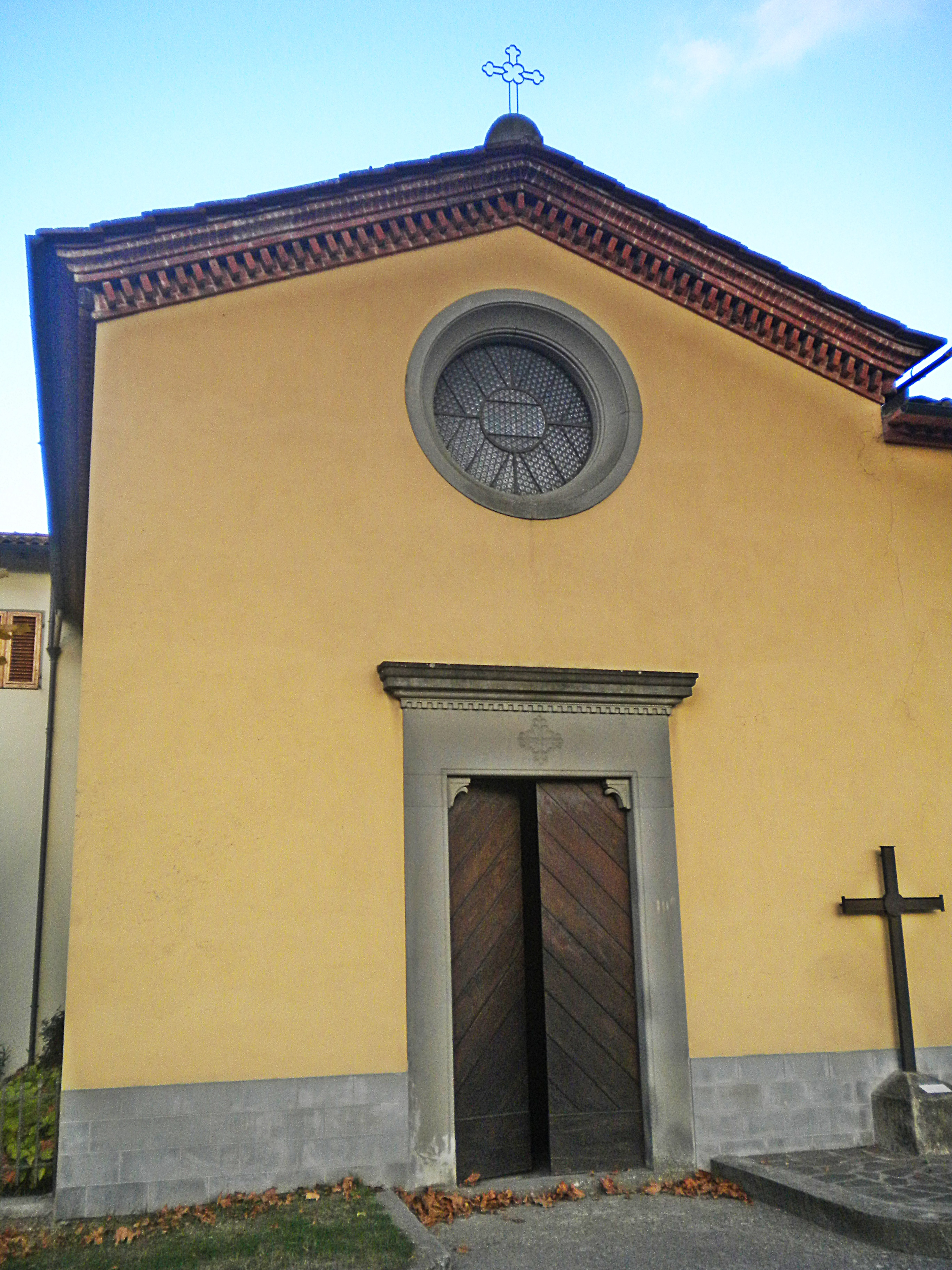
Cappella
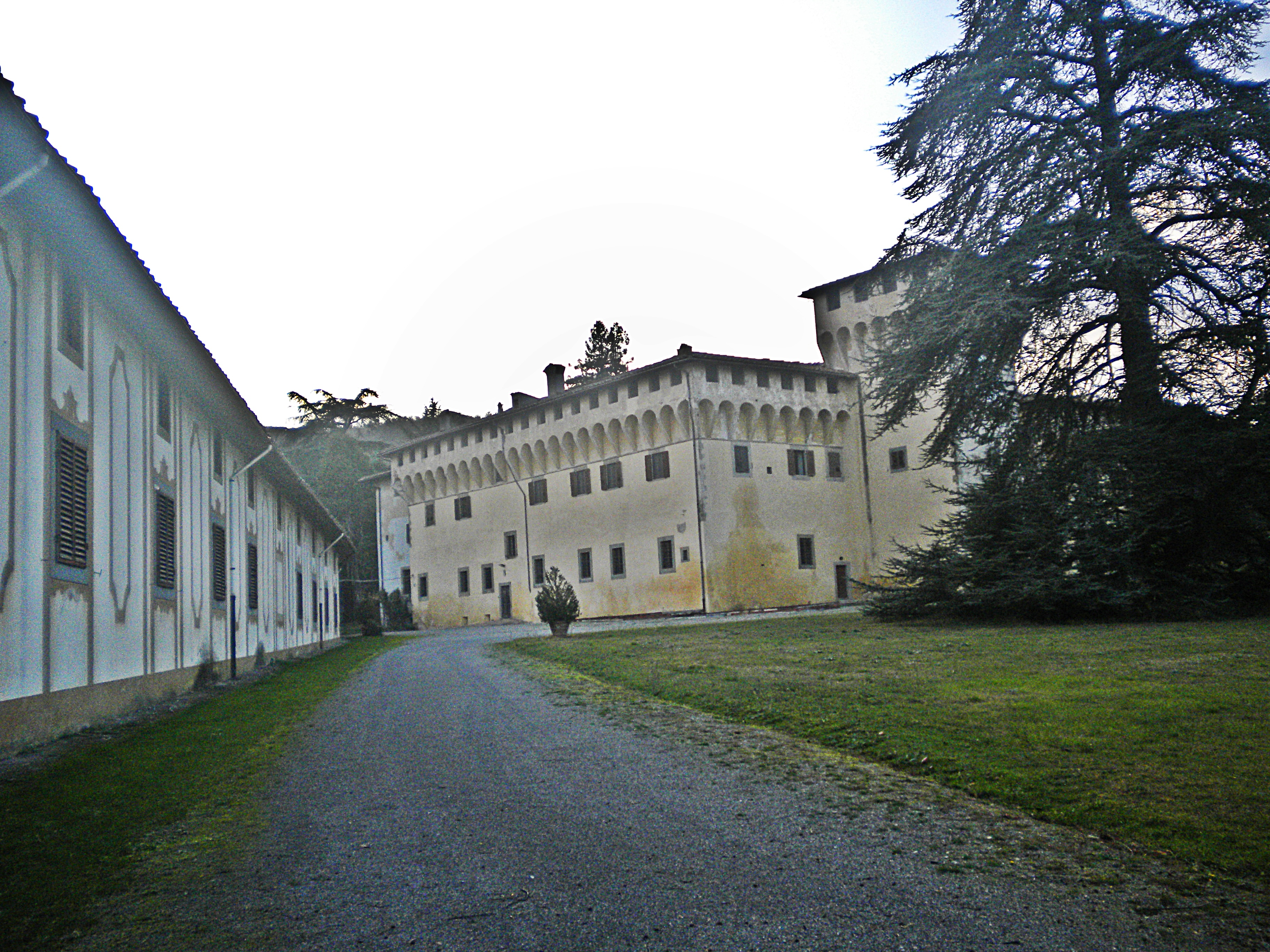
Vista laterale con Scuderie
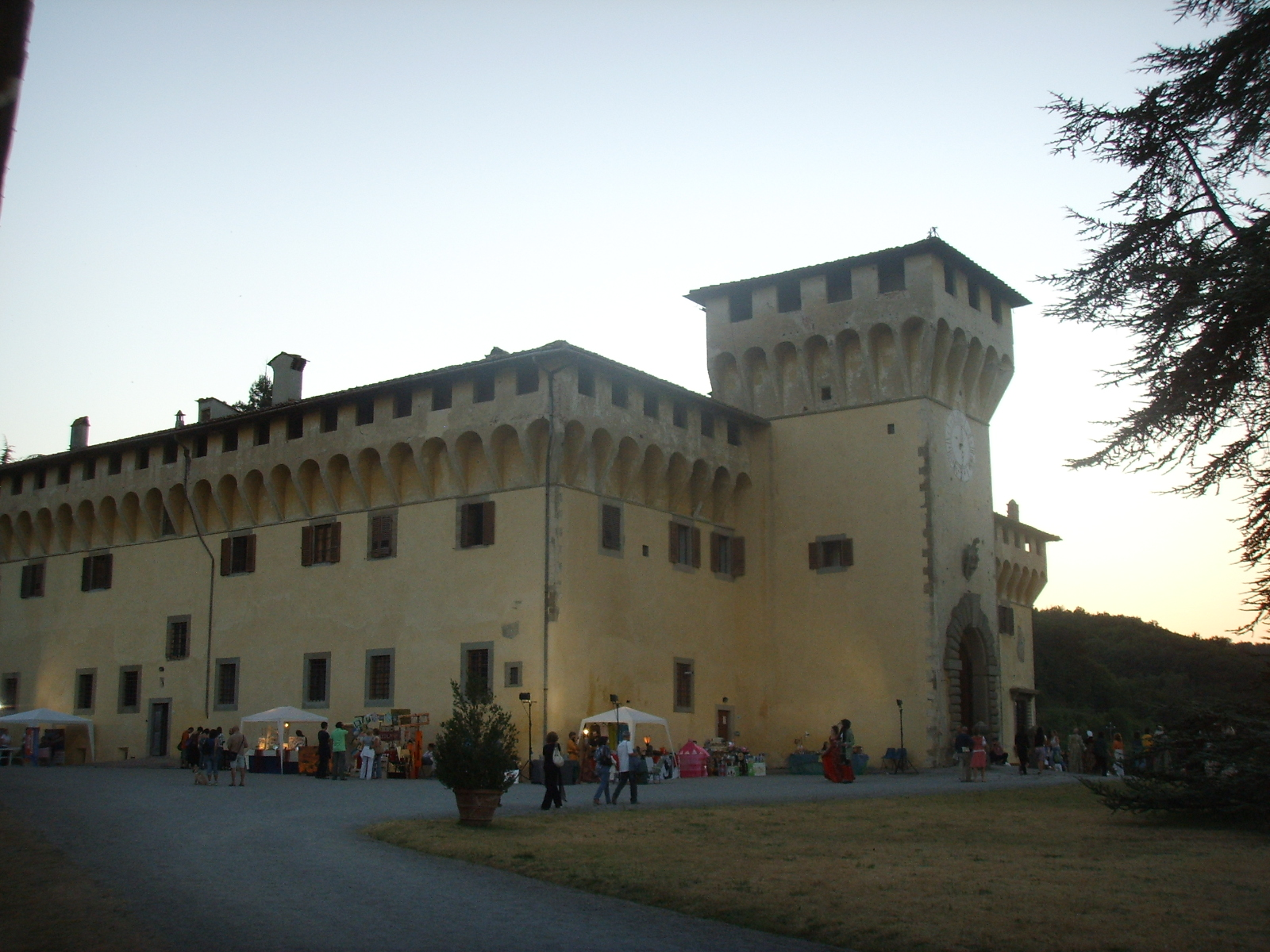
Villa
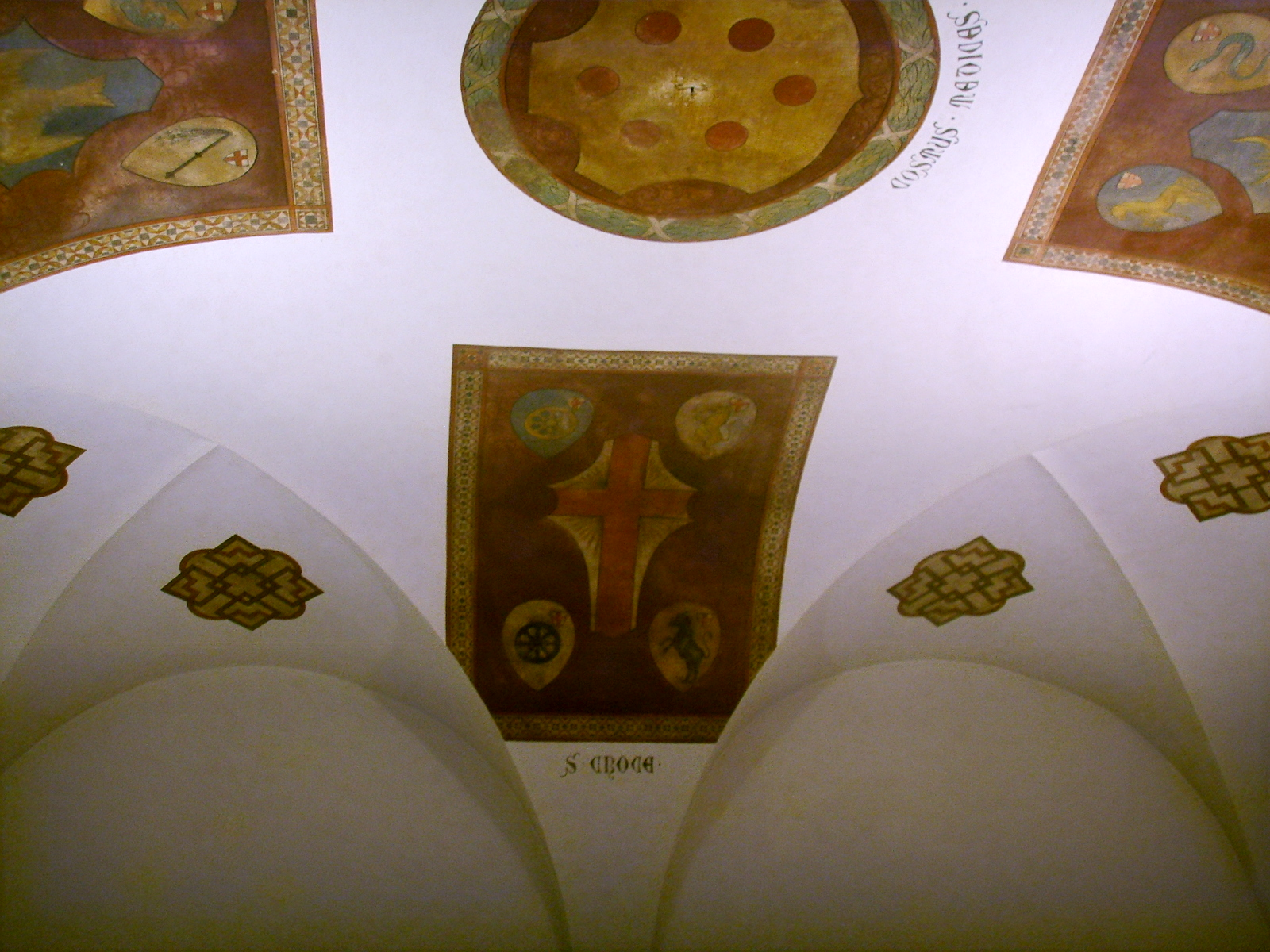
Sala con stemmi
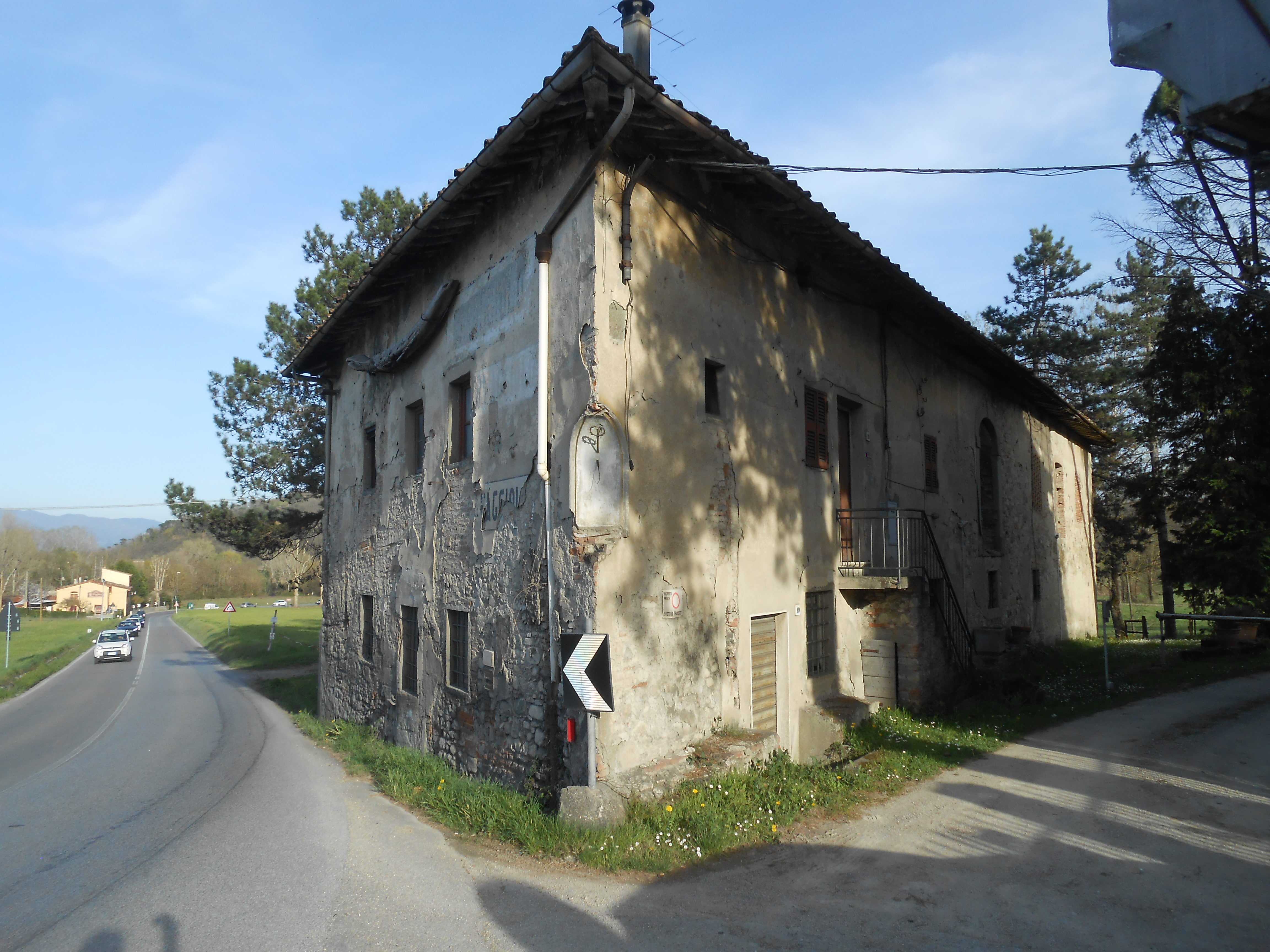
Antica stazione di posta

## Opere già a Cafaggiolo
- Alesso Baldovinetti, Pala di Cafaggiolo, oggi agli Uffizi
- Lorenzo di Credi, Venere, oggi agli Uffizi